# Jessica Tandy
Jessica Tandy (nascida Jessie Alice Tandy; Londres, 7 de junho de 1909 — Easton, 11 de setembro de 1994) foi uma atriz inglesa radicada nos Estados Unidos. Ela apareceu em mais de 100 produções teatrais e teve mais de 60 papéis no cinema e na TV, recebendo um Oscar, quatro Tony Awards, um BAFTA, um Globo de Ouro e um Emmy Award.
Nascida na Inglaterra, Tandy tinha 18 anos quando fez sua estreia profissional nos palcos londrinos em 1927. Durante os anos 1930, atuou em muitas peças no West End de Londres. Durante este período, também trabalhou em vários filmes britânicos. Após o fim de seu casamento com o ator Jack Hawkins, ela se mudou para Nova York em 1940, onde conheceu o ator canadense Hume Cronyn. Ele se tornou seu segundo marido e parceiro frequente no palco e no cinema.
Ela recebeu o prêmio Tony de melhor atriz em peça por sua atuação como Blanche DuBois na produção original da Broadway de Um Bonde Chamado Desejo em 1948. Nas três décadas seguintes, sua carreira continuou esporadicamente e incluiu um papel coadjuvante no thriller de Alfred Hitchcock, Os Pássaros (1963), e um papel em The Gin Game (1977), peça pelo qual ela ganhou o prêmio Tony. Em meados da década de 1980, Tandy apareceu com Hume Cronyn na produção da Broadway Foxfire em 1983 e sua adaptação para a televisão quatro anos depois, ganhando um Tony Award e um Emmy Award por sua interpretação de Annie Nations. Nessa época, ela apareceu no filme Cocoon (1985), também ao lado de Cronyn.
Ela se tornou a atriz mais velha a receber o Oscar por seu papel em Conduzindo Miss Daisy (1989), pelo qual ela também ganhou um BAFTA e um Globo de Ouro, e foi indicada ao Oscar de melhor atriz coadjuvante por Tomates Verdes Fritos (1991). No auge de seu sucesso, foi nomeada pela revista People umas das "50 pessoas mais bonitas do mundo". Tandy foi diagnosticada com câncer de ovário em 1990 e continuou trabalhando até pouco antes de sua morte.

## Biografia
Possuía uma beleza não convencional e lindos olhos azuis, e sua carreira nos palcos e nas telas teve a duração de 65 anos. Em 1990 foi incluída na lista da revista People como uma das 50 Mais Belas Pessoas do Mundo.
Jessica casou com o ator britânico Jack Hawkins em 1932, depois de se conheceram atuando em uma peça teatral, e se divorciaram oito anos depois. Tiveram uma filha, Susan. Em 1942, casou pela segunda vez, com o ator, produtor e diretor Hume Cronyn. O casamento durou 52 anos, e produziu dois filhos, Christopher e Tandy, também atriz.
É até agora a atriz mais velha a ganhar um Oscar, quando tinha 81 anos. Em 1990 foi diagnosticado que era portadora de câncer ovariano, pelo qual combatia por quatro anos, que no final acabou com sua vida em 11 de setembro de 1994. Mas continuou trabalhando até sua morte. Morreu na sua casa em Easton, Connecticut, com 85 anos de idade.

## Carreira
Jessica tinha apenas 16 anos quando estreou profissionalmente no teatro, na peça The Manderson Girls, no papel de Sara Manderson.
Em dezembro de 1947, Jessica debutou na Broadway, na peça A Streetcar Named Desire, de Tennessee Williams, no papel de Blanche DuBois, pelo qual recebeu o prêmio Tony. Essa peça também marcou a estreia de Marlon Brando na Broadway. Quando a peça foi transformada no filme A Streetcar Named Desire, em (1951), com direção de Elia Kazan, seus companheiros de peça Marlon Brando, Karl Malden e Kim Hunter foram chamados para participar do filme. Porém, Jessica foi substituída por Vivien Leigh.
Atuando no teatro com o marido Hugh Cronin, obtiveram grandes sucessos como The Fourposter (1951), Triple Play (1959), Big Fish, Little Fish (1962), Hamlet (1963), The Three Sisters (1963) e A Delicate Balance. Atuaram juntos também no cinema e o primeiro filme foi The Seventh Cross (1944). Seguiram-se The Green Years (1946), The Birds (1963), Honky Tonk Freeway (1981), The World According to Garp (1982) e Cocoon (1985).
Em 1989, atuou em Driving Miss Daisy, pelo qual venceu na categoria Melhor Atriz no Oscar, no Golden Globe e no British Film Awards, entre outros.
Dois anos depois, em 1991, recebeu outra indicação ao Oscar, pela atuação em Fried Green Tomatoes. Recebeu também mais dois prêmios Tony pela atuação nos filmes para TV The Gin Game (1977) e Foxfire (1982), e em ambos teve Hugh Cronyn como seu parceiro de atuação.
Seus dois últimos filmes, Nobody's Fool e Camilla (1994), foram lançados postumamente.

## Filmografia

### Teatro (Broadway)
| Ano  | Título                     | Papel                | Obs.                                                           |
| ---- | -------------------------- | -------------------- | -------------------------------------------------------------- |
| 1940 | Jupiter Laughs             | Dr. Mary Murray      |                                                                |
| 1947 | A Streetcar Named Desire   | Blanche DuBois       | Tony Award por melhor performance de atriz principal numa peça |
| 1950 | Hilda Crane                | Hilda Crane          |                                                                |
| 1951 | The Fourposter             | Agnes                |                                                                |
| 1959 | Five Finger Exercise       | Louise Harrington    |                                                                |
| 1966 | A Delicate Balance         | Agnes                |                                                                |
| 1971 | Home                       | Marjorie             |                                                                |
| 1977 | The Gin Game               | Fonsia Dorsey        | Tony Award por melhor performance de atriz principal numa peça |
| 1982 | Foxfire                    | Annie Nations        | Tony Award por melhor performance de atriz principal numa peça |
| 1983 | The Glass Menagerie (1983) | Amanda Wingfield     |                                                                |
| 1986 | The Petition               | Lady Elizabeth Milne | Indicada - Tony Award                                          |

### Cinema
| Ano  | Filme                                 | Papel                   | Obs. |
| ---- | ------------------------------------- | ----------------------- | --- |
| 1932 | The Indiscretions of Eve              | Criada                  | |
| 1938 | Murder in the Family                  | Ann Osborne             | |
| 1944 | The Seventh Cross                     | Liesel Roeder           | br: A Sétima Cruz |
| 1944 | Blonde Fever                          | Cliente da estalagem    | não-creditada |
| 1945 | The Valley of Decision                | Louise Kane             | br: O Vale da Decisão |
| 1946 | Dragonwyck                            | Peggy O'Malley          | br: O Solar de Dragonwyck |
| 1946 | The Green Years                       | Kate Leckie             | br: Anos de Ternura |
| 1947 | Forever Amber                         | Nan Britton             | br: Entre o Amor e o Pecado |
| 1948 | A Woman's Vengeance                   | Janet Spence            | br: Vingança Diabólica |
| 1950 | September Affair                      | Catherine Lawrence      | br: Paraíso Proibido |
| 1951 | The Desert Fox                        | Frau Lucie Marie Rommel | br: A Raposa do Deserto |
| 1958 | The Light in the Forest               | Myra Butler             | br: Não Renego o Meu Sangue |
| 1962 | Hemingway's Adventures of a Young Man | Helen Adams             | br: As Aventuras de um Jovem Indicada - Globo de Ouro de melhor atriz coadjuvante em longa-metragem                                                                          |
| 1963 | The Birds                             | Lydia Brenner           | br/pt: Os Pássaros |
| 1976 | Butley                                | Edna Shaft              | |
| 1981 | Honky Tonk Freeway                    | Carol                   | br: Uma Estrada Muito Louca |
| 1982 | The World According to Garp           | Sra. Fields             | br: O Mundo Segundo Garp |
| 1982 | Still of the Night                    | Grace Rice              | br: Na Calada da Noite |
| 1982 | Best Friends                          | Eleanor McCullen        | br: Amigos Muito Íntimos |
| 1984 | The Bostonians                        | Srta. Birdseye          | br: Um Triângulo Diferente |
| 1984 | Terror in the Aisles                  |                         | imagens de arquivo |
| 1985 | Cocoon                                | Alma Finley             | |
| 1987 | *batteries not included               | Faye Riley              | br: O Milagre Veio do Espaço |
| 1988 | The House on Carroll Street           | Miss Venable            | br: Pesadelo na Rua Carroll |
| 1988 | Cocoon: The Return                    | Alma Finley             | br: Cocoon 2: O Regresso |
| 1989 | Driving Miss Daisy                    | Daisy Werthan           | br: Conduzindo Miss Daisy Oscar de melhor atriz Prêmio BAFTA de melhor atriz Globo de Ouro de melhor atriz em filme musical ou comédia                                       |
| 1991 | Fried Green Tomatoes                  | Ninny Threadgoode       | br: Tomates Verdes Fritos Indicada — Oscar de atriz coadjuvante Indicada — Prêmio BAFTA de atriz coadjuvante Indicada — Globo de Ouro de atriz coadjuvante em longa-metragem |
| 1992 | Used People                           | Freida                  | br: Romance de Outono |
| 1993 | To Dance with the White Dog           | Cora Peek               | br: O Amor É Para Sempre |
| 1994 | A Century of Cinema                   | Ela própria             | documentário |
| 1994 | Nobody's Fool                         | Beryl Peoples           | br: O Indomável - Assim É Minha Vida |
| 1994 | Camilla                               | Camilla Cara            | |